# Десенская волость
Де́сенская во́лость — административно-территориальная единица в составе Подольского уезда Московской губернии Российской империи и РСФСР. Центром волости была деревня Десна (ныне в Новомосковском административном округе города Москва), а затем  — деревня Филимонки. После упразднения волости 12 июля 1929 года территория вошла в Красно-Пахорский район Московского округа Московской области.

## Население
По данным на 1890 год в волости проживало 9902 человека, а к 1926 году — 12132 человека.